# Break dance ai III Giochi europei
La gare di break dance ai III Giochi europei si sono svolte il 26 e 27 giugno 2023 al Strzelecki National Park di Nowy Sącz.

## Podi
| Evento  | Oro                   | Argento                    | Bronzo                   |
| B-Boys  | Dany "Dany" Dann      | Menno "Menno" van Gorp     | Fouad "Lil Zoo" Ambelj   |
| B-Girls | India "India" Sardjoe | Anna "Stefani" Ponomarenko | Dominika "Nicka" Banevič |

## Medagliere
| Pos.   | Paese       | Oro | Argento | Bronzo | Totale |
| ------ | ----------- | --- | ------- | ------ | ------ |
| 1      | Paesi Bassi | 1   | 1       | 0      | 1      |
| 2      | Francia     | 1   | 0       | 0      | 1      |
| 3      | Ucraina     | 0   | 1       | 0      | 1      |
| 4      | Austria     | 0   | 0       | 1      | 1      |
| 4      | Lituania    | 0   | 0       | 1      | 1      |
| Totale | Totale      | 2   | 2       | 2      | 6      |